# 曼马·坎德
曼马·坎德（英語：Mama Kandeh，1965年7月12日—）是冈比亚政治人物，泛非议会成员。他是2016年夏天成立的冈比亚民主大会（GDC）政党的创始领导人。他作为候选人参加了2016年冈比亚总统选举，获得了17.1%的选票。

## 背景
他曾就读于班珠尔的蟹岛学校，以及位于萨拉昆达冈比亚技术培训学院（GTTI）。
他曾经是当时的执政党爱国再建同盟成员，但被驱逐，后成立冈比亚民主大会（DGC）。
他在2016年冈比亚总统选举中获得17.1%的选票。
2021 年 11 月，Mama Kandeh 参加 2021-22 年总统选举的候选人资格获得独立选举委员会 (CEI) 的批准。